# Michael Hurst (regista)
Michael Hurst, comunemente chiamato Mike Hurst (Shoreham, 3 marzo 1973), è un regista e sceneggiatore britannico.

## Filmografia

### Regista
- New Blood (1999)
- The Baby Juice Express (2004)
- Cacciatori di zombi (House of the Dead 2, 2005)
- The Darkroom (2006)
- Room 6 (2006)
- Faida di sangue - Pumpkinhead 4 (Pumpkinhead 4: Blood Feud , 2007)

### Sceneggiatore
- New Blood (1999)
- The Baby Juice Express (2004)
- CMosquitoMan - Una nuova razza di predatori (Mansquito, 2005)
- The Darkroom (2006)
- The Graveyard (2006)
- The Butcher (2006)
- Room 6 (2006)
- Faida di sangue - Pumpkinhead 4 (Pumpkinhead 4: Blood Feud, 2007)
- Ninja (2009)
- Hardwired - Nemico invisibile (Hardwired, 2009)
- Re-Kill (2011)